# Жътварят
Жътварят (на английски: Reaper Man) е единайсeтият по ред роман от поредицата на Тери Пратчет „Светът на диска“. Книгата е в жанр хумористично фентъзи и е издадена през 1991 г. Това е вторият роман, в който главен герой е Смърт.
 Внимание:  Текстът по-долу разкрива сюжета на произведението (или части от него)!
Ревизорите са тези, които следят спазването на правилата във Вселената. След като Смърт постепенно развива в себе си личност, Ревизорите решават, че той вече не изпълнява своите задължения (да изпраща душите на умрелите в отвъдното) по правилния начин.
Те го изкарват от играта, като го изпращат със собствения му пясъчен часовник и косата да живее като всички останали. В реалния свят той започва да работи във ферма. Междувременно броят на неумрелите в света на диска рязко нараства. Докато другите видове Смърт се опитват да изберат някого от своя кръг като заместник, хората, които умират, не стават мъртви, а продължават да се разхождат.
Когато накрая се появява Новия Смърт, Старият се изправя срещу него и го побеждава. След това отново заема мястото си като косач на животи.